# Hofmann-Verlag
Die Hofmann-Verlag GmbH & Co. KG ist ein Verlag mit dem Schwerpunkt Sportsachbücher mit Sitz im baden-württembergischen Schorndorf.

## Geschichte
Im Jahr 1934 übernahm Karl Hofmann im baden-württembergischen Schorndorf die Buchdruckerei Hofer und führte das Geschäft fortan unter Druckerei Karl Hofmann. In den 1950er Jahren erweiterte man die Geschäftstätigkeit um einen Verlag. Zu diesem Zweck wurde 1953 das Grundstück in Schorndorf erworben, das bis heute Sitz des Verlags ist.
Der Verlag verleiht seit 1994 den Karl-Hofmann-Preis für Dissertationen, ein Förderpreis für sportwissenschaftliche Dissertation, der mit 1.500 € dotiert ist (Stand 2017).
Seit 1991 gibt der Hofmann-Verlag die Monatszeitschrift Sportunterricht, das offizielle Organ des Deutschen Sportlehrerverbandes, heraus.